# Vágur

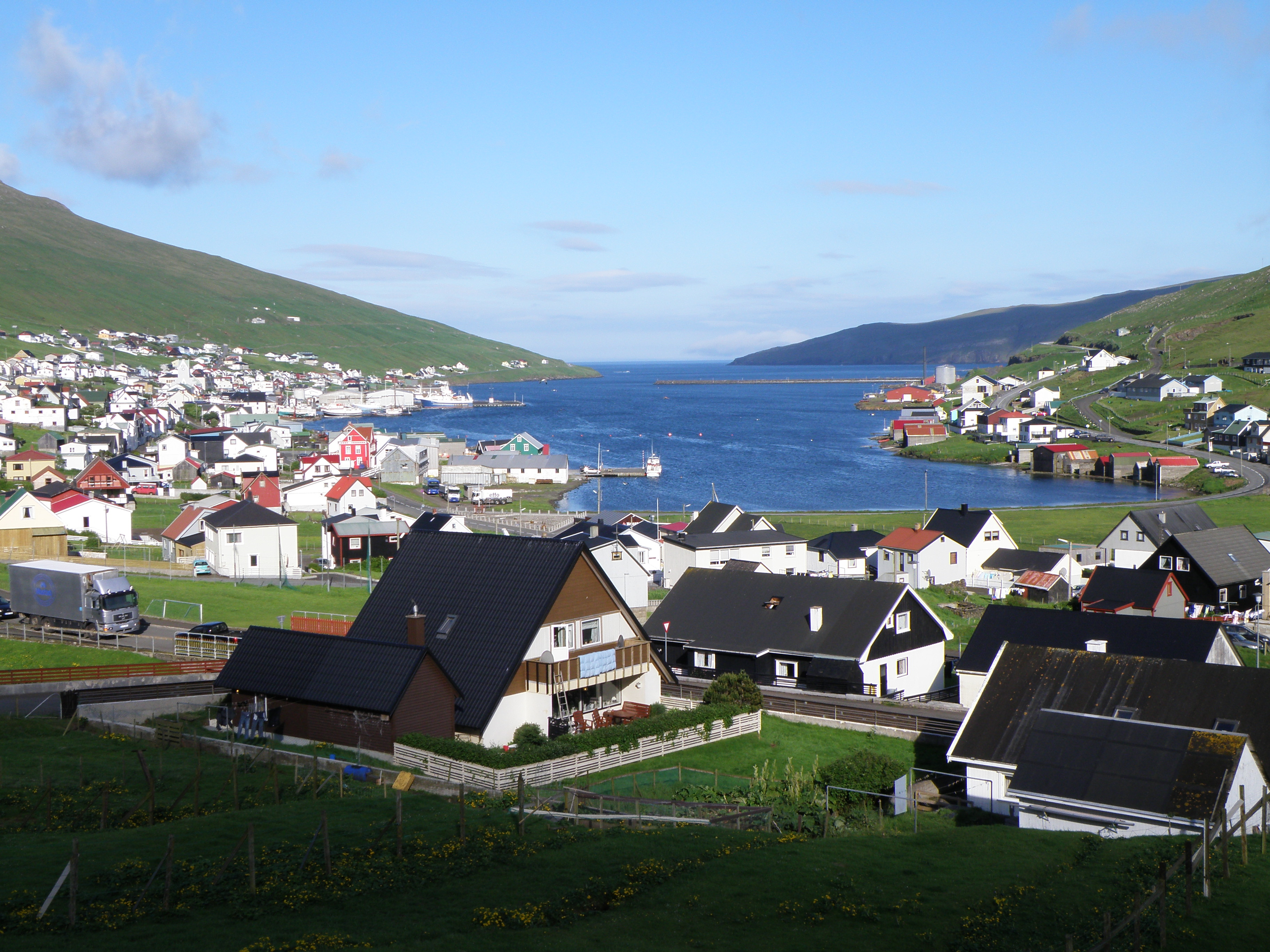
Vágur

Vágur este un oraș din Insulele Faroe.